# Peter Bergmann (Physiker)
Peter Gabriel Bergmann (* 24. März 1915 in Berlin; † 19. Oktober 2002 in Seattle) war ein deutschamerikanischer theoretischer Physiker, der sich mit der Allgemeinen Relativitätstheorie beschäftigte.

## Leben
Peter Bergmann war der Sohn von Max Bergmann und Emmy Bergmann und besuchte in Freiburg im Breisgau eine von seiner Mutter initiierte Montessori-Schule.
Er studierte an der Deutschen Universität Prag, wo er 1936 bei Philipp Frank promoviert wurde. Danach arbeitete er bis 1941 als wissenschaftlicher Assistent von Albert Einstein am Institute for Advanced Study in Princeton über dessen Einheitliche Feldtheorien, unter anderem 1938 über Kaluza-Klein-Theorien. Danach war er am Black Mountain College in North Carolina und der Lehigh University in Pennsylvania. Im Zweiten Weltkrieg arbeitete er über Unterwasser-Akustik für die US-Navy an der Columbia University und dem Woods Hole Laboratorium. Ab 1947 war er Professor an der Syracuse University, was er bis zu seiner Emeritierung 1982 blieb. Nach seiner Emeritierung arbeitete er an der New York University. 1949 wurde er Fellow der American Physical Society.
Er schrieb 1942 eine zu ihrer Zeit viel benutzte Einführung in die Allgemeine Relativitätstheorie und baute an der Syracuse University eine Schule von Relativitätstheoretikern auf, früher einige der wenigen solchen Zentren in den USA neben der Schule von Wheeler an der Princeton University.
2002 erhielt er mit John Archibald Wheeler den Einstein-Preis für Gravitationsphysik der American Physical Society.
1979 wurde er Ehrendoktor der TU Dresden „in Würdigung seiner Verdienste um die Pflege und schöpferische Fortentwicklung des von Albert Einstein hinterlassenen Erbes und dessen Integration in die aktuelle theoretisch-physikalische Forschung“.

## Schriften
- Introduction to the Theory of Relativity, 1942 (mit Vorwort von Einstein), Dover 1976
- The Riddle of Gravitation, Dover Publications, 1993
- Basic Theories of Physics, Prentice Hall, 1951
- The Special Theory of Relativity, in S.Flügge (Herausgeber) Handbuch der Physik, Band 4, 1962, Springer Verlag
- The General Theory of Relativity, in S.Flügge (Herausgeber) Handbuch der Physik, Band 4, 1962, Springer Verlag
- Herausgeber mit Peter Aichelburg, Roman Sexl: Albert Einstein – His Influence on Physics, Philosophy and Politics, Vieweg, 1979